# Heinkel HE 7
Хейнкель HE 7 (нем. Heinkel HE  7)— немецкий бомбардировщик-торпедоносец.
Самолёт HE 7 был изготовлен в 1927 году на фирме Heinkel. HE 7 представлял собой прибрежный разведывательный гидросамолёт с возможностью использования в качестве бомбардировщика-торпедоносца. Это был трехместный низкоплан с силовой установкой включавший два мотора Bristol Jupiter мощностью 450 л. с. Летом 1927 года самолёт прошел весь комплекс испытаний, однако серьёзные ограничения по Версальскому договору не позволили продолжать работы по самолёту в Германии, а иностранных заказчиков самолёт не заинтересовал.

## Лётно-технические характеристики
| Модификация                 | He 7                          |
| Размах крыла, м             | 24.00                         |
| Длина, м                    | 16.00                         |
| Высота, м                   | 4.25                          |
| Площадь крыла, м2           | 93.42                         |
| Масса, кг                   |                               |
| пустого самолёта            | 3800                          |
| нормальная взлетная         | 6000                          |
| Тип двигателя               | 2 ПД Bristol Jupiter VI       |
| Мощность, л. с.             | 2 х 450                       |
| Максимальная скорость, км/ч | 200                           |
| Крейсерская скорость, км/ч  | 175                           |
| Продолжительность полета, ч |                               |
| Практический потолок, м     | 2300                          |
| Экипаж, чел                 | 3                             |
| Вооружение:                 | одна торпеда или легкие бомбы |